# Гурик Роман Ігорович
Роман Ігорович Гурик (2 жовтня 1994, Івано-Франківськ, Україна — 20 лютого 2014, Київ, Україна) — протестувальник Євромайдану, студент факультету філософії Прикарпатського національного університету імені Василя Стефаника. Герой України.

## Життєпис
Народився Роман Гурик 2 жовтня 1994 року в родині Ігоря та Ірини Гуриків. Вояками УПА були прадід Романа, також - два прадідових брати, які загинули у 19 років від рук московських загарбників. Роман Гурик загинув у такому самому віці і такою самою смертю, як і брати його прадіда. Зі своєї родини Роман є шостим, хто загинув за Україну.
З дитинства Роман відвідував усі можливі гуртки, ходив на тренування з гімнастики, тайський бокс і плавання (семирічним отримав дитячий розряд із плавання), на хореографію, вчив іноземні мови (англійську  — з 4 років, польську). Екстерном завершив навчання у школі. Не був відмінником, але добре знав і вчив ті предмети, які були йому до вподоби і якщо імпонував стиль викладання.
Читав книги з психології: Ніцше, Левіна та інших психологів. Мав загострене відчуття справедливості.
Готувався до навчання у Гданську — пройшовши відповідні курси, вивчив польську мову за два місяці, обрав для себе у польському виші спеціальність «навігаторство». Через недобір групи, навчання перенесли на липень 2014-го. Тим часом навчався на філософському факультеті Прикарпатського національного університету імені Василя Стефаника. Мріяв про вступ у морську академію.

### На Майдані
Чотири рази їздив у столицю: вперше у листопаді з друзями з Івано-Франківська та з хресним татом, останній — у суботу, 15 лютого. У середу, 19 лютого, близько 18 години зв'язок із ним обірвався — не було змоги зарядити телефон. Зранку, 20 лютого, близько 10 години батьки почали бити на сполох — телефонували до знайомих майданівців у Києві, звернулись до Мальтійської служби допомоги, зробили оголошення на телебаченні, попросили оголосити з головної сцени.

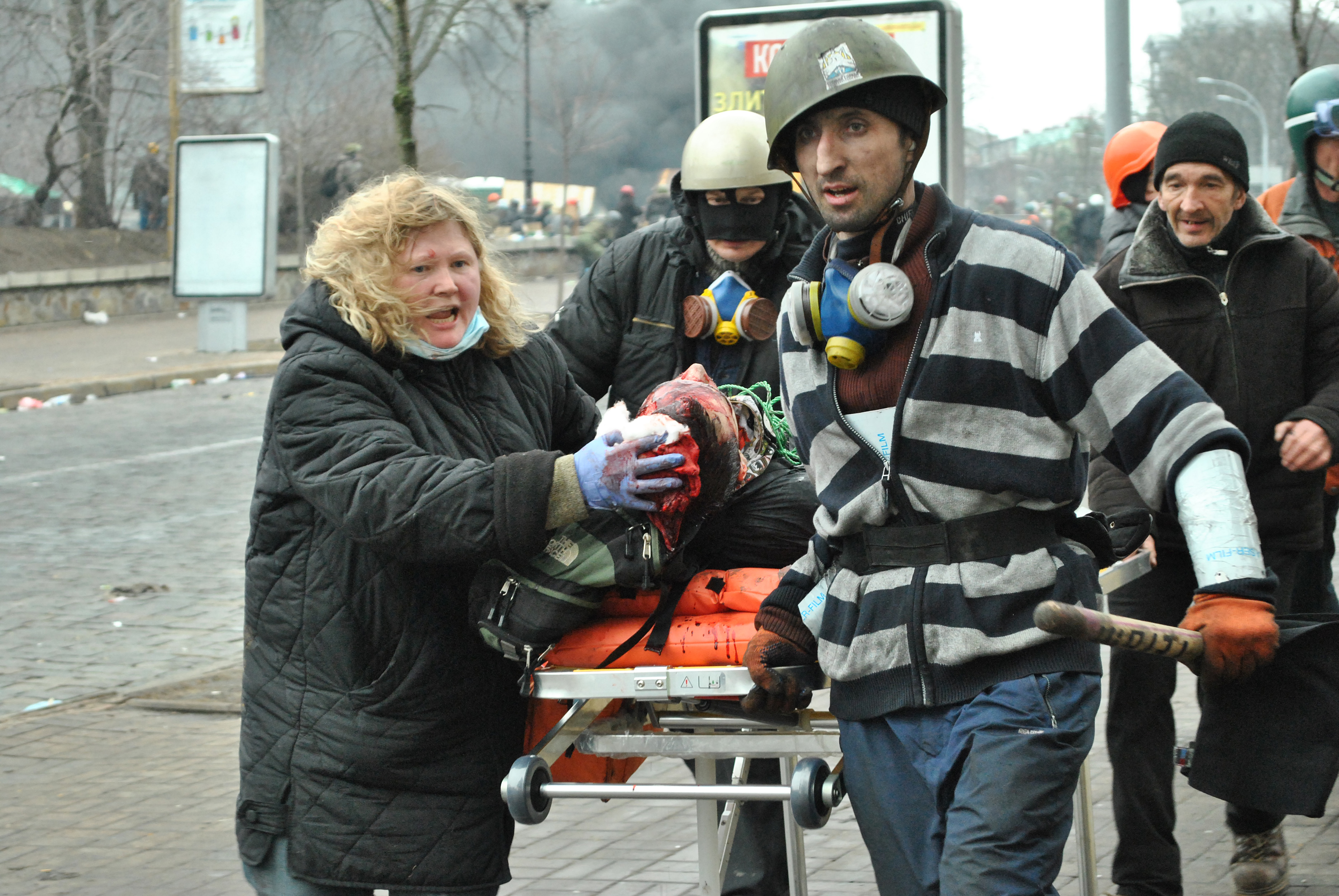
Медсестра зі Львова Марія Матвіїв намагається врятувати пораненого Романа Гурика

Загинув під час загострення протистояння від пострілу снайпера у скроню. Ввечері подзвонив брат матері з Києва і повідомив, що знайшли Романа. Час смерті в інтернет-джерелах суперечливі. Його останній запис на персональній сторінці [Архівовано 25 квітня 2014 у Wayback Machine.] в соціальній мережі «ВКонтакті»: «зараз або ніколи. всі на Грушевського, на смерть».
У соціальній мережі дівчина, яка робила усе можливе, щоб врятувати життя юнака, поділилася спогадами про останні хвилини життя хлопця:
|  | «Поки я притримувала його руку, щоб поставити крапельницю, він без тями, рефлекторно, інстинктивно (так як він був в комі через тяжку травму) стиснув мої пальці в своїй долоні. Я ніколи не забуду цю, свого роду, спробу втриматися за життя. Ніколи не забуду це останнє рукостискання. Червоний Хрест та мітингуючі, які заносили його на носилках в карету швидкої допомоги, кричали «Тримайся! Героям Слава!!!». Наша влада не варта цих юнаків, наших ГЕРОЇВ. Героям Слава! Ромі Слава! Посмертно». |

### Поховання
Поховання відбулося 24 лютого в Івано-Франківську. З Народного дому «Просвіта», де впродовж кількох днів прощалися із загиблим юнаком, труну з тілом Романа Гурика принесли під адміністративну будівлю на вулиці Грушевського. Студенти обривали пелюстки квітів, устеляючи ними шлях герою. Гімн Небесної Сотні «Пливе кача» лунав упродовж всієї похоронної процесії. Було море сліз… Місто паралізував смуток… Роман Гурик у вишитій сорочці, загорнутий двома прапорами — повстанським та державним, неначе спить. Духовенство на чолі з митрополитом Івано-Франківської єпархії Української греко-католицької церкви Володимиром (Війтишиним) відправило панахиду. Після її закінчення багатотисячна процесія вигукувала: «Герой!», «Герої не вмирають!». Із цими словами тіло юнака понесли до катедрального собору, де відбулася поминальна Служба Божа.
Далі похоронна процесія, яка складалася із кільканадцятьох тисяч людей, попрямувала вулицею Мазепи до Прикарпатського національного університету ім. В. Стефаника, де навчався юнак. Молодь скандувала: «Честь і слава Героям Станіслава!», «Честь і слава Гурику Роману!», «Україна — понад усе!». «Слава Небесній Сотні!»… Альма-матер зустріла свого героя тисячами лампадок, котрі студенти тримали в руках. Наступна зупинка — меморіальний сквер, в якому й поховали Романа, поруч із іншими галицькими героями — січовими стрільцями.
|  | ... щоб усі почули, за що полягла наша дитина, — наголосив батько Романа Ігор Гурик. — Він поїхав до Києва, щоб зробити нашу Україну світлою, щоб в Україні панувало добро, не було зла, щоб люди одне одного поважали і щоб ніколи не йшли одне на одного зі зброєю. Тільки заради цього він поїхав до Києва і там зложив свою голову за нас з вами, за нашу вільну Україну. |

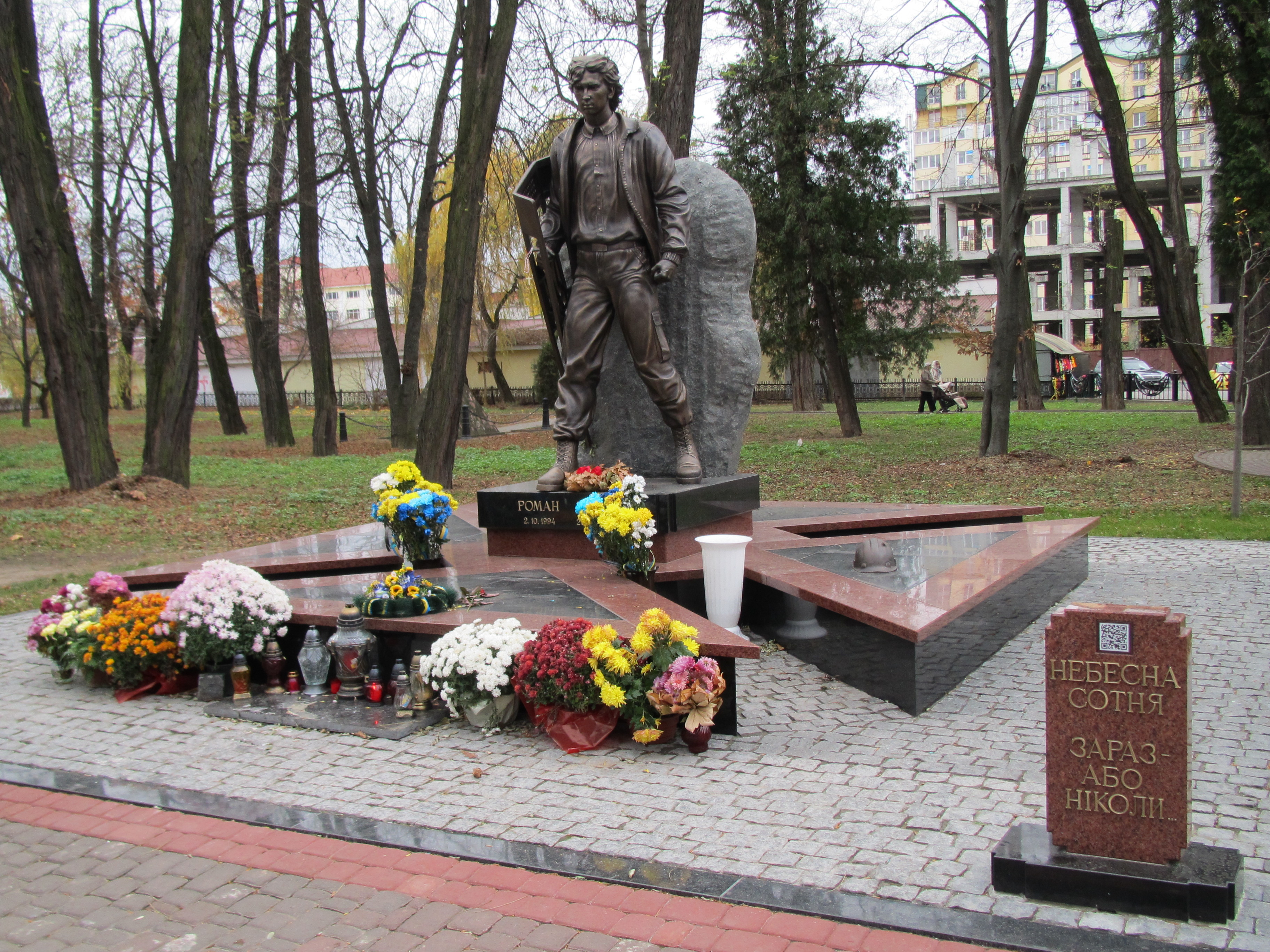
Могила Романа Гурика. Івано-Франківський меморіальний сквер

Міський голова Івано-Франківська Віктор Анушкевичус, виступаючи перед багатотисячною громадою, розповів про рішення міської влади, одноголосно підтримані активістами Майдану: нову вулицю Проектну, яка йде від вулиці Мазепи до Південного бульвару, назвуть іменем Романа Гурика; площу перед «білим домом» також перейменують на площу Героїв Майдану.

## Нагороди
- Звання Герой України з удостоєнням ордена «Золота Зірка» (21 листопада 2014, посмертно) — за громадянську мужність, патріотизм, героїчне відстоювання конституційних засад демократії, прав і свобод людини, самовіддане служіння Українському народу, виявлені під час Революції гідності[5]
- Медаль «За жертовність і любов до України» (УПЦ КП, червень 2015) (посмертно)[6]

## Вшанування пам'яті
- 13 березня 2014 року в Івано-Франківську з'явилася Вулиця Романа Гурика (раніше Проектна, яку відкрили минулого року), вона з'єднує вулиці Короля Данила й Гетьмана Мазепи.[7][8].
- 2 жовтня 2014 року була відкрита меморіальна стела пам'яті Романа Гурика, на подвір'ї Прикарпатського національного університету імені Василя Стефаника, де він навчався[9].
- 20 лютого 2015 року у місті Івано-Франківськ на будинку школи № 23, у якій він навчався, відкрили меморіальну дошку Роману Гурику.
- 14 жовтня 2015 року у меморіальному сквері Івано-Франківська відкрили пам'ятник Романові Гурику[10]. Це бронзова фігура юнака зі щитом, встановлена на його могилі. Ідея та її втілення в життя належить київському скульпторові Борисові Данилюку. Над створенням образу майданівського янгола він працював близько восьми місяців. Пам'ятник освятив архієпископ і митрополит Івано-Франківський преосвященний владика Володимир (Війтишин).
- Кабінет Міністрів України 15 листопада 2017 р. заснував в числі державних стипендій найкращим молодим вченим за вагомий внесок у розвиток демократичних та гуманістичних цінностей у сфері науки і освіти та зміцнення міжнародного авторитету України стипендію імені Романа Гурика.[11]

## Роман Гурик у документалістиці
У 2014 році телеканал «1+1» документальний фільм Жіночі обличчя революції (режисерка Наталія П'ятигіна), однією із сюжетних ліній якого є розповідь матері Романа Ірини Гурик, яка «виховувала свідомого сина, а виховала героя. Героя Небесної Сотні».
У 2015 році в Івано-Франківську презентували перші дві серії з циклу документальних фільмів «Небесна Сотня Прикарпаття» режисера Мирослава Бойчука. До серії «Героєві Небесної Сотні Романові Гурику присвячується» увійшли унікальні кадри, узяті із сімейних архівах родини Гуриків. Зокрема, є кадри Романа з перших днів його народження.